# Stygnomma monagasiense
Espèce
Stygnomma monagasiense est une espèce d'opilions laniatores de la famille des Stygnommatidae.

## Distribution
Cette espèce est endémique du Venezuela. Elle se rencontre dans les État de  Monagas et d'Aragua.

## Description
Le mâle holotype mesure 7,00 mm.

## Systématique et taxinomie
Cette espèce a été décrite par Soares et Avram en 1981.

## Étymologie
Son nom d'espèce, composé de monagas(i) et du suffixe latin -ense, « qui vit dans, qui habite », lui a été donné en référence au lieu de sa découverte, l'État de Monagas.

## Publication originale
- Soares et Avram, « Opilionides du Venezuela », Travaux de l'Institut de Spéologie Émile Racovitza, vol. 20,‎ 1981, p. 75-95